# Cheiracanthium canariense
Cheiracanthium canariense là một loài nhện trong họ Miturgidae.
Loài này thuộc chi Cheiracanthium. Cheiracanthium canariense được Jörg Wunderlich miêu tả năm 1987.